# Philippe Hirschhorn
Philippe Hirschhorn (łot. Filips Hiršhorns, ros. Филипп Хиршхорн; ur. 11 czerwca 1946 w Rydze, zm. 26 listopada 1996 w Brukseli) – łotewski skrzypek, zdobywca pierwszej nagrody na Konkursie im. Królowej Elżbiety w 1967 (w tym samym roku, kiedy Gidon Kremer zdobył trzecią nagrodę).

## Życiorys
Na początku studiował w Rydze u prof. Waldemara Sturestepa, żeby później przenieść się do klasy prof. Michaela Waimana w petersburskim Uczelnia muzyczna. Koncertował po całym świecie (Europa, Ameryka, Japonia) z najbardziej prestiżowymi orkiestrami pod batutą takich wybitnych dyrygentów jak Herbert von Karajan. Grywał z Elisabeth Leonskają, Marthą Argerich, Mischą Maiskym, Zino Vinnikovem, Hansem Mannesem czy Brigitte Engerer.
Pomimo że swego czasu był jednym z najbardziej utalentowanych skrzypków, nie uzyskał międzynarodowej sławy. Jego technikę i kunszt można podziwiać jedynie na nielicznych i trudno dostępnych nagraniach. Zmarł na nowotwór mózgu w 1996 w Brukseli, dożywszy 50 lat.